# Die Naziliteratur in Amerika
Die Naziliteratur in Amerika (spanisch: La literatura nazi en América) ist der dritte Roman des chilenischen Schriftstellers Roberto Bolaño. Die spanische Erstausgabe erschien 1996 bei Seix Barral in Barcelona, die deutsche Übersetzung von Heinrich von Berenberg im Jahr 1999 bei Kunstmann in München.
Der Roman ist in der Art eines Lexikons aufgebaut. Er erzählt in jedem Abschnitt die Biografie eines oder mehrerer mit der nationalsozialistischen Ideologie sympathisierender amerikanischer Schriftsteller.

## Ausgaben
- La literatura nazi en América. Barcelona: Seix Baral 1996
- La literatura nazi en América. Barcelona: Anagrama 2010, ISBN 978-84-339-7219-4
- Die Naziliteratur in Amerika. Übersetzt von Heinrich von Berenberg. Kunstmann, München 1999, ISBN 3-88897-212-4